# Tony Ramoin
Tony Ramoin (n. 23 decembrie 1988, Cannes, Provence-Alpes-Côte d'Azur, Franța) este un sportiv ce a reprezentat Franța, medaliat olimpic. A participat la 2 ediții ale Jocurilor Olimpice (2010, 2014) în care a câștigat o medalie de bronz.